# Thomas Hodges
Thomas Hodges (ur. 4 lipca 1994 w Melbourne) – australijski siatkarz, grający na pozycji atakującego, reprezentant Australii. Od sezonu 2019/2020 występuje w rosyjskiej Superlidze, w drużynie Jugra Samotłor Niżniewartowsk.

## Sukcesy klubowe
Mistrzostwo Niemiec:
- 2019